# Consenso médico
El consenso médico es una declaración pública  en un aspecto particular del conocimiento médico en el momento en el que se hace la declaración por un grupo representativo de expertos acuerda que esté basado en hechos y en el conocimiento del estado del arte (o, más bien, de la ciencia). Su objetivo principal es aconsejar a los médicos la manera más posible y aceptable para diagnosticar y tratar ciertasenfermedades o cómo afrontar un área de toma de decisiones particular. Es normalmente, por tanto, considerado una expresión basada en la comunidad de un proceso de publicación y  toma de decisiones por consenso.

## Métodos
Hay muchas maneras de producir consenso médico, pero la forma más habitual es acordar un panel  independiente de expertos, bien a través de una asociación médica o bien a través de una autoridad gubernamental.
En cuanto que las declaraciones de consenso proporcionan una "captura del momento" del estado de conocimiento en un tema particular, periódicamente tienen que ser revaluados y publicados otra vez, reemplazando la declaración de consenso anterior.
Las declaraciones de consenso difieren de las directrices médicas, otra forma de declaraciones públicas del estado-de-la-ciencia. Según el NIH, las "declaraciones de Consenso sintetizan información nueva, en gran parte de reciente o en curso investigación médica lo cual tiene implicaciones para la reevaluation de prácticas médicas rutinarias. No dan directrices o algoritmos concretos para la práctica."

## Historia
De 1977 a 2013, los Institutos Nacionales de Salud (Estados Unidos) promovieron aproximadamente entre cinco y seis paneles de consenso por año, y organizaron este conocimiento mediante un Programa de Desarrollo de Consenso especial, dirigido por el NIH's Office of Disease Prevention (ODP).  Fue retirado en 2013 en deferencia a otras agencias y organizaciones que habían cogido la ventaja, como la Fuerza de Tarea de Servicios Preventivos, la Fuerza de Tarea de Servicios Preventivos Comunitarios, el Instituto de Medicina, y Cochrane. Su archivo está disponible en forma impresa así como para descargar del Internet. Archivado el 30 de septiembre de 2022 en Wayback Machine.